# Jehle
 (novembre 2020).

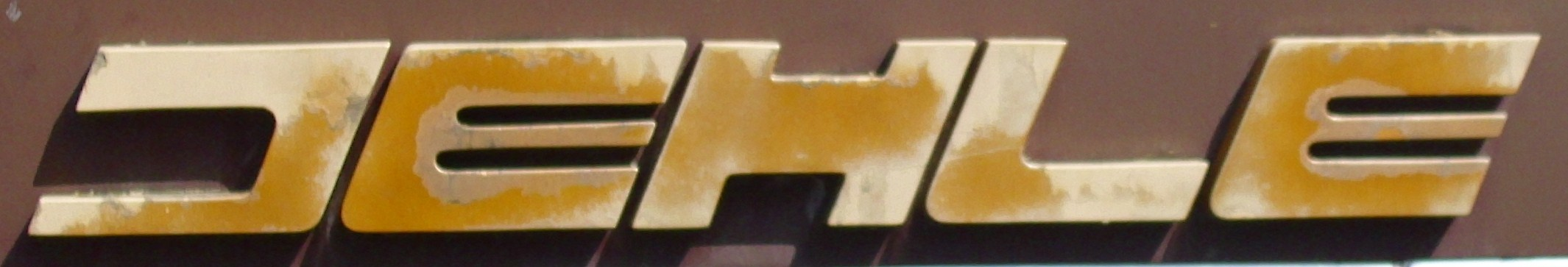
Logo de l'entreprise.

Jehle est une entreprise automobile basée à Schaan, au Liechtenstein, qui a fonctionné de la fin des années 1970 au début des années 1990. Fondée par Xavier Jehle, il s'agit de l'une des deux entreprises automobiles jamais basées au Liechtenstein ; l'autre était Orca Engineering.

## Galerie

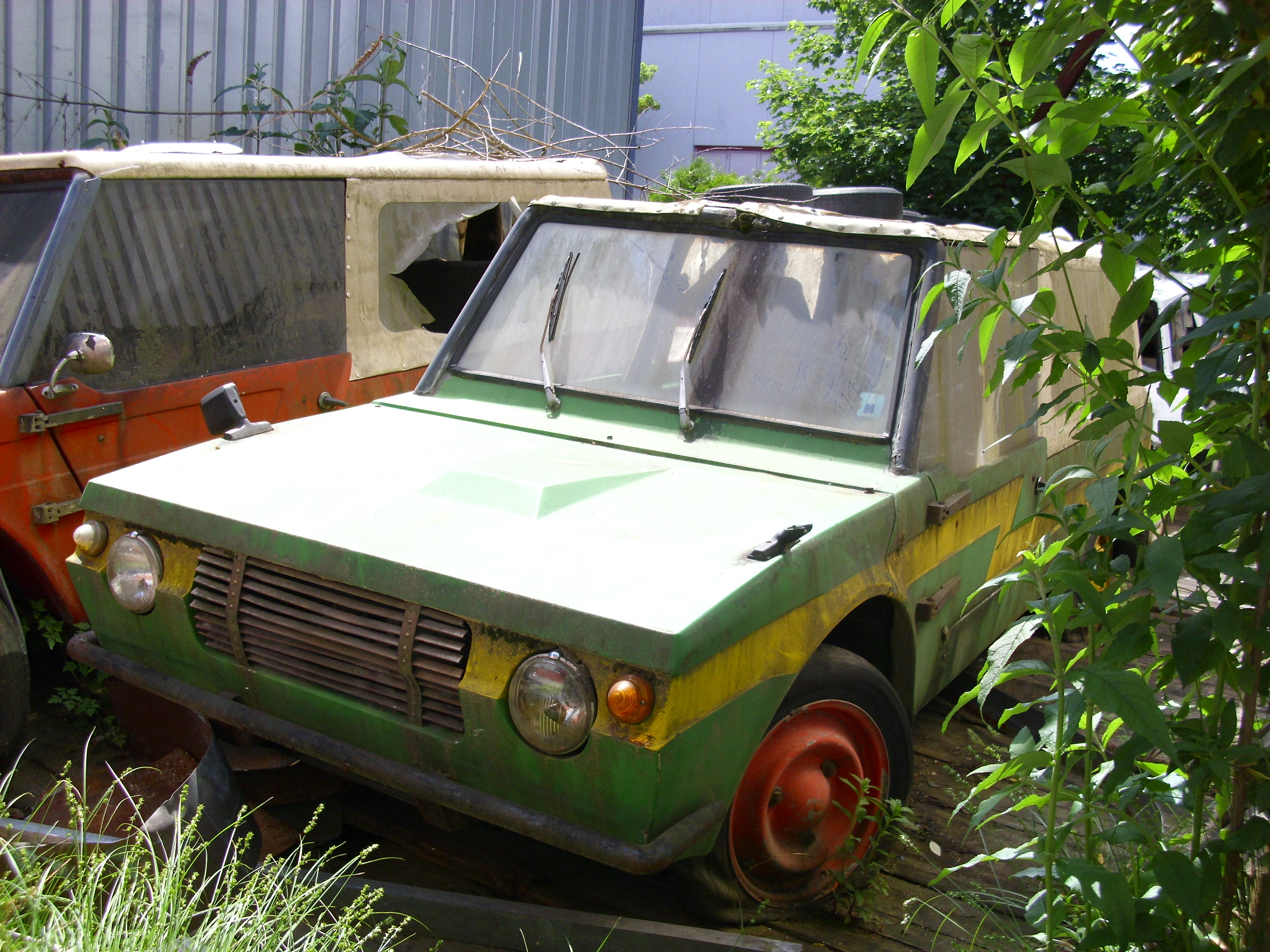
Jehle Safari
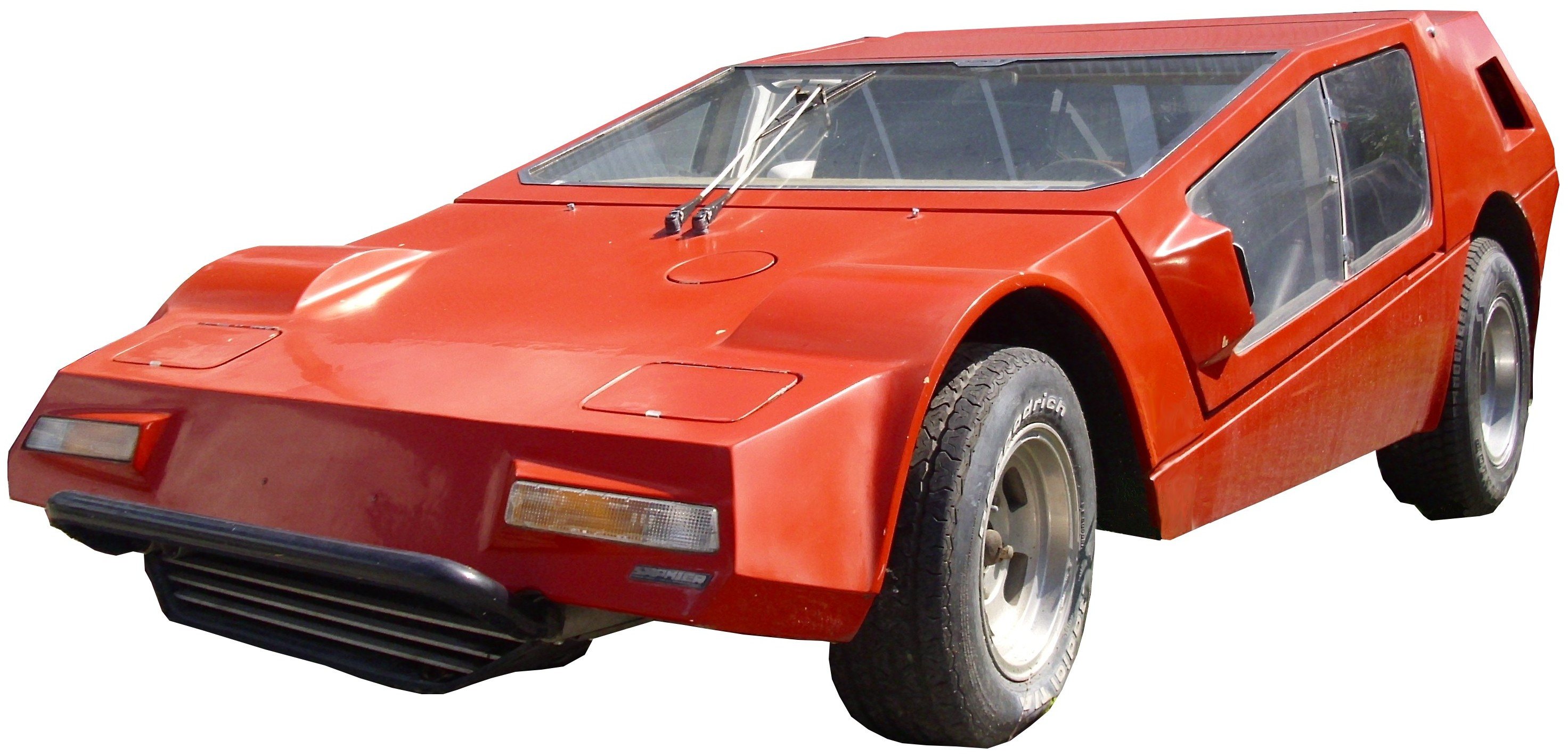
Jehle Saphier
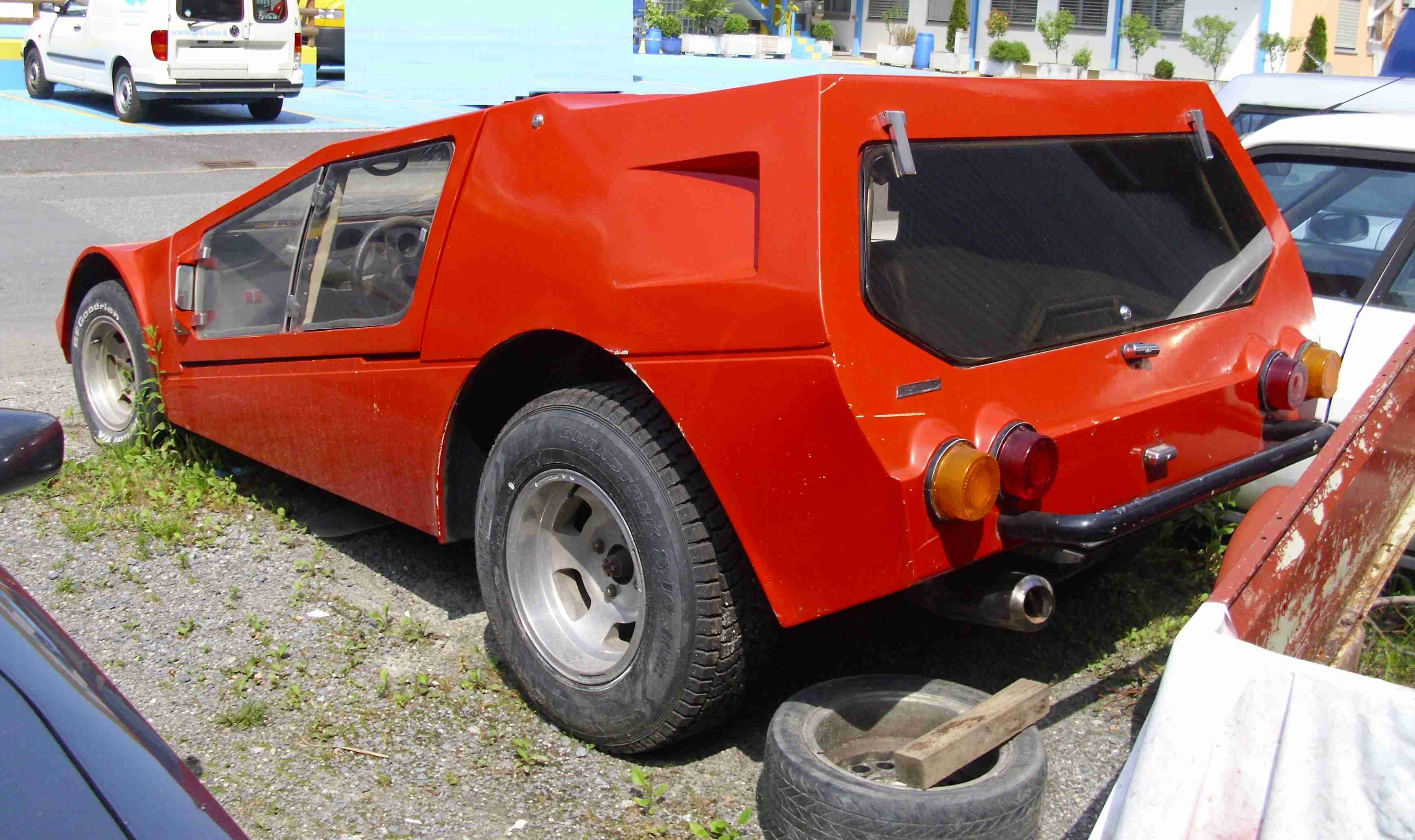
Jehle Saphier (arrière)